# Suka Negeri (Topos)
Suka Negeri is een bestuurslaag in het regentschap Lebong van de provincie Bengkulu, Indonesië. Suka Negeri telt 1244 inwoners (volkstelling 2010).